# 世界宗教者平和会議日本委員会
公益財団法人世界宗教者平和会議日本委員会（こうえきざいだんほうじんせかいしゅうきょうしゃへいわかいぎにほんいいんかい）は、世界宗教者平和会議の日本における拠点である。略称WCRP日本委員会またはレリジョンズ・フォー・ピース・ジャパン、英文名World Conference of Religions for Peace Japan、英文略称WCRP JapanまたはReligions for Peace Japan。
「各宗教の聖旨と伝統を恭敬しつつ、宗教協力と国際連帯のもとに、人類救済の聖業に献身し、世界平和の確立及び文化の向上に寄与することを目的とする」団体である。

## 沿革
1970年10月、39ｶ国から300人を超える宗教者が、京都国際会館に集まり、第1回世界宗教者平和会議(WCRPI）が開催され、WCRPが設立された。1984年4月、WCRP日本委員会が財団法人格を取得。2012年4月、公益財団法人に移行。